# Rotationsenergie
Rotationsenergie ist die kinetische Energie eines starren Körpers (Beispiel: Schwungrad), der um einen festen Punkt oder seinen (beweglichen) Massenmittelpunkt rotiert. In diesen beiden Fällen lässt sich die kinetische Energie des Körpers in einen translatorischen und einen rotatorischen Anteil zerlegen. Diese Energie ist abhängig vom Trägheitsmoment und der Winkelgeschwindigkeit des Körpers: je mehr Masse von der Rotationsachse entfernt ist, desto mehr Energie gibt der Körper ab, wenn seine Rotation gestoppt wird.
Dies lässt sich durch folgendes Experiment verdeutlichen: Zwei gleich schwere Kugeln mit identischen Radien werden auf eine schiefe Ebene gelegt und rollen herunter, siehe eine schiefe Ebene hinabrollendes Rad. Eine Kugel besteht aus einem leichten Material wie Kunststoff und ist massiv gefertigt. Die andere Kugel jedoch ist hohl, besteht aber aus einem dichteren und somit schwereren Material als Kunststoff. Die hohle Kugel wird langsamer rollen, da bei ihr die gesamte Masse auf einer dünnen Schale mit gewissem Abstand zur Rotationsachse verteilt ist. Die massive Kugel mit derselben Masse rollt schneller, weil prozentual mehr Masse nahe der Rotationsachse liegt und sich daher langsamer auf der Kreisbahn bewegen muss. Daher wird weniger ihrer Lageenergie in Rotationsenergie und mehr in translatorische Energie umgewandelt und sie rollt schneller.
Rotationsenergie ist unter anderem von Bedeutung bei: Turbinen, Generatoren, Rädern und Reifen, Wellen, Propellern.

## Trägheitsmoment
Ein Körper, der mit der Winkelgeschwindigkeit {\displaystyle \omega } um die x-Achse rotiert, besitzt die Rotationsenergie
{\displaystyle E_{\mathrm {rot} }={\frac {1}{2}}\cdot J_{x}\cdot \omega ^{2}}
mit
- {\displaystyle J_{x}}: Trägheitsmoment des Körpers um die x-Achse
- {\displaystyle \omega }: Winkelgeschwindigkeit.

Dies lässt sich allgemein ausdrücken als:
{\displaystyle E_{\mathrm {rot} }={\frac {1}{2}}\;{\vec {\omega }}\cdot \mathbf {J} \cdot {\vec {\omega }}={\frac {1}{2}}\sum _{\alpha ,\beta =1}^{3}\,J_{\alpha \beta }\;\omega _{\alpha }\;\omega _{\beta }}
mit
| * | {\displaystyle \mathbf {J} }:      | Trägheitstensor,                                                                                      |
| * | {\displaystyle J_{\alpha \beta }}: | Trägheitsmomente (α=β) und Deviationsmomente (α≠β) bezüglich einer beliebigen Orthonormalbasis, sowie |
| * | {\displaystyle \omega _{\alpha }}: | die Komponenten der Winkelgeschwindigkeit bezüglich derselben Basis.                                  |

In einem körperfesten System sind die Trägheits- und Deviationsmomente sowie der Trägheitstensor konstant, ansonsten meist zeitabhängig.
Um die Energie eines Körpers anzugeben, der um eine beliebige Achse rotiert (Einheitsvektor {\displaystyle {\vec {n}}} mit {\displaystyle \left|{\vec {n}}\right|=1}), wird die Winkelgeschwindigkeit jeweils durch ihre Vektorkomponenten in x-, y- und z-Richtung ausgedrückt:
{\displaystyle {\vec {\omega }}=\omega \,{\vec {n}}=\omega \cdot {\begin{pmatrix}n_{x}\\n_{y}\\n_{z}\end{pmatrix}}=\omega \cdot {\begin{pmatrix}n_{1}\\n_{2}\\n_{3}\end{pmatrix}}}
wenn, wie üblich, die Koordinaten nach dem Schema x→1, y→2 und z→3 nummeriert werden. Für die Rotationsenergie gilt damit:
{\displaystyle {\begin{aligned}E_{\mathrm {rot} }&={\frac {1}{2}}\sum _{\alpha ,\beta =1}^{3}J_{\alpha \beta }\;n_{\alpha }\;n_{\beta }\;\omega ^{2}\\&={\frac {1}{2}}\cdot J_{n}\cdot \omega ^{2}\end{aligned}}}
mit dem Trägheitsmoment {\displaystyle J_{n}} bezüglich einer beliebigen Achse {\displaystyle {\vec {n}}}:
{\displaystyle J_{n}=\sum _{\alpha ,\beta =1}^{3}J_{\alpha \beta }\;n_{\alpha }\;n_{\beta }={\vec {n}}\cdot \mathbf {J} \cdot {\vec {n}}}

### Beispiele
- Eine Kugel mit Radius {\displaystyle r} und Masse {\displaystyle m} hat das Trägheitsmoment {\displaystyle J={\tfrac {2}{5}}\,mr^{2}}. Wenn sie mit der Geschwindigkeit {\displaystyle v} auf der Ebene rollt, beträgt ihre Winkelgeschwindigkeit {\displaystyle \omega ={\tfrac {v}{r}}} und folglich ihre gesamte kinetische Energie:

{\displaystyle {\begin{aligned}E_{\mathrm {kin} }&=E_{\mathrm {trans} }+E_{\mathrm {rot} }\\&={\frac {1}{2}}mv^{2}+{\frac {1}{2}}\cdot {\frac {2}{5}}mr^{2}\cdot \omega ^{2}\\&={\frac {7}{10}}mv^{2}\end{aligned}}}
- Ein Körper, der um die Diagonale durch seine xy-Fläche rotiert, hat die Winkelgeschwindigkeit:

{\displaystyle {\vec {\omega }}=\omega \,{\vec {n}}} mit {\displaystyle {\vec {n}}={\frac {1}{\sqrt {2}}}{\begin{pmatrix}1\\1\\0\\\end{pmatrix}}}
Daraus folgt für das Trägheitsmoment bzgl. dieser Drehachse:
{\displaystyle {\begin{aligned}J_{n}&={\vec {n}}\cdot \mathbf {J} \cdot {\vec {n}}\\&={\frac {1}{\sqrt {2}}}\left(1,1,0\right)\left({\begin{matrix}J_{11}&J_{12}&J_{13}\\J_{12}&J_{22}&J_{23}\\J_{13}&J_{23}&J_{33}\\\end{matrix}}\right){\frac {1}{\sqrt {2}}}\left({\begin{matrix}1\\1\\0\\\end{matrix}}\right)\\&={\frac {1}{2}}\cdot (J_{11}+J_{12}+J_{12}+J_{22})\end{aligned}}}
Die Rotationsenergie erhält man damit aus:
{\displaystyle {\begin{aligned}E_{\mathrm {rot} }&={\frac {1}{2}}\cdot J_{n}\cdot \omega ^{2}\\&={\frac {1}{4}}\cdot (J_{11}+J_{12}+J_{12}+J_{22})\cdot \omega ^{2}\end{aligned}}}

## Drehimpuls
Die Rotationsenergie kann auch durch den Drehimpuls {\displaystyle {\vec {L}}_{s}} um den Massenmittelpunkt {\displaystyle {\vec {s}}} ausgedrückt werden:
{\displaystyle {\begin{aligned}E_{\mathrm {rot} }&={\frac {1}{2}}\,{\vec {\omega }}\cdot \mathbf {J} _{s}\cdot {\vec {\omega }}\\&={\frac {1}{2}}\,{\vec {\omega }}\cdot {\vec {L}}_{s}\\&={\frac {1}{2}}\,{\vec {L}}_{s}\cdot \mathbf {J} _{s}^{-1}\cdot {\vec {L}}_{s}\end{aligned}}}
mit {\displaystyle {\vec {L}}_{s}=\mathbf {J} _{s}\cdot {\vec {\omega }}} und der  Inversen des Trägheitstensors {\displaystyle \mathbf {J} _{s}^{-1}}, die immer existiert.
Es ist zu beachten, dass der Drehimpuls und die Winkelgeschwindigkeit im Allgemeinen nicht parallel zueinander stehen (außer bei Rotation um eine Hauptträgheitsachse); siehe auch Trägheitsellipsoid.

## Herleitung
Sei der Starre Körper durch einzelne Massenpunkte mit Massen {\displaystyle m_{i}} an den Orten {\displaystyle {\vec {r}}_{i}} relativ zum Ursprung eines körperfesten Bezugssystems gegeben, das sich am Ort {\displaystyle {\vec {b}}(t)} im Inertialsystem befindet. Bei der allgemeinen Bewegung starrer Körper gilt die eulersche Geschwindigkeitsgleichung:
{\displaystyle {\vec {v}}({\vec {r}},t)={\dot {\vec {b}}}(t)+{\vec {\omega }}(t)\times {\vec {r}}\,.}
Darin ist {\displaystyle {\vec {\omega }}} die Winkelgeschwindigkeit des starren Körpers (inklusive des körperfesten Bezugssystems), {\displaystyle {\dot {\vec {b}}}} die Geschwindigkeit von {\displaystyle {\vec {b}}}, und beide dürfen von der Zeit {\displaystyle t} abhängen. Die Geschwindigkeit {\displaystyle {\vec {v}}({\vec {r}},t)} ist  zur Zeit {\displaystyle t} die Geschwindigkeit des Massenpunkts am Ort {\displaystyle {\vec {r}}}; die Position des Massenpunkts im Raum ist also {\displaystyle {\vec {x}}={\vec {b}}+{\vec {r}}}.
Die kinetische Energie des Körpers ist dann gegeben durch
{\displaystyle {\begin{aligned}E_{\rm {kin}}=&{\frac {1}{2}}\sum _{i}m_{i}{\vec {v}}({\vec {r}}_{i},t)^{2}={\frac {1}{2}}\sum _{i}m_{i}({\dot {\vec {b}}}+{\vec {\omega }}\times {\vec {r}}_{i})^{2}\\=&{\frac {1}{2}}\sum _{i}m_{i}{\dot {\vec {b}}}^{2}+{\frac {1}{2}}\sum _{i}m_{i}2{\dot {\vec {b}}}\cdot ({\vec {\omega }}\times {\vec {r}}_{i})+{\frac {1}{2}}\sum _{i}m_{i}({\vec {\omega }}\times {\vec {r}}_{i})^{2}\\=&\underbrace {{\frac {1}{2}}m{\dot {\vec {b}}}^{2}} _{E_{\rm {trans}}}+\underbrace {{\frac {1}{2}}\sum _{i}m_{i}({\vec {\omega }}\times {\vec {r}}_{i})^{2}} _{E_{\rm {rot}}}+m{\vec {\omega }}\cdot ({\vec {s}}\times {\dot {\vec {b}}})\end{aligned}}}
Darin ist {\displaystyle \textstyle m:=\sum _{i}m_{i}} die  Gesamtmasse des Körpers, {\displaystyle E_{\rm {trans}}} seine translatorische Energie, {\displaystyle E_{\rm {rot}}} seine Rotationsenergie, {\displaystyle \textstyle {\vec {s}}:={\frac {1}{m}}\sum _{i}m_{i}{\vec {r}}_{i}} sein Massenmittelpunkt im körperfesten Bezugssystem und es wurde ausgenutzt, dass im Spatprodukt dreier Vektoren deren Reihenfolge zyklisch vertauscht werden darf. Der dritte Summand {\displaystyle m{\vec {\omega }}\cdot ({\vec {s}}\times {\dot {\vec {b}}})} verschwindet unter vier Bedingungen:
1. Wenn im körperfesten Bezugssystem der Massenmittelpunkt im Ursprung ({\displaystyle {\vec {s}}={\vec {0}}}) oder auf der Drehachse liegt ({\displaystyle {\vec {\omega }}\parallel {\vec {s}}}), die Rotation also um den Massenmittelpunkt stattfindet.
2. Wenn das körperfeste System ruht ({\displaystyle {\dot {\vec {b}}}={\vec {0}}}) oder sich entlang der Drehachse bewegt ({\displaystyle {\vec {\omega }}\parallel {\dot {\vec {b}}}}), was sich durch geeignete Wahl des Bezugspunkts immer einrichten lässt,[1] siehe Schraubung.
3. Wenn sich der Bezugspunkt in Richtung des Massenmittelpunkts bewegt ({\displaystyle {\dot {\vec {b}}}\parallel {\vec {s}}}), was einem Balanceakt gleichkommt.
4. Der triviale Fall {\displaystyle m{\vec {\omega }}={\vec {0}}} wird hier nicht weiter betrachtet.

In den ersten drei Fällen spaltet sich die kinetische Energie in die translatorische und rotatorische auf, aber nur die  ersten beiden Fälle sind für die Kreiseltheorie interessant. Mit der Lagrange-Identität {\displaystyle ({\vec {\omega }}\times {\vec {r}}_{i})^{2}=({\vec {\omega }}\cdot {\vec {\omega }})({\vec {r}}_{i}\cdot {\vec {r}}_{i})-({\vec {\omega }}\cdot {\vec {r}}_{i})^{2}} berechnet sich unter Ausnutzung der Eigenschaften des dyadischen Produkts {\displaystyle \otimes } die Rotationsenergie zu:
{\displaystyle {\begin{aligned}2E_{\rm {rot}}=&\sum _{i}m_{i}({\vec {\omega }}\times {\vec {r}}_{i})^{2}=\sum _{i}m_{i}[({\vec {\omega }}\cdot {\vec {\omega }})({\vec {r}}_{i}\cdot {\vec {r}}_{i})-({\vec {\omega }}\cdot {\vec {r}}_{i})^{2}]\\=&{\vec {\omega }}\cdot \sum _{i}m_{i}[({\vec {r}}_{i}\cdot {\vec {r}}_{i}){\vec {\omega }}-({\vec {\omega }}\cdot {\vec {r}}_{i}){\vec {r}}_{i}]={\vec {\omega }}\cdot \sum _{i}m_{i}[({\vec {r}}_{i}\cdot {\vec {r}}_{i})\mathbf {1} -{\vec {r}}_{i}\otimes {\vec {r}}_{i}]\cdot {\vec {\omega }}\\=&{\vec {\omega }}\cdot \mathbf {\Theta } _{b}\cdot {\vec {\omega }}\\\Rightarrow E_{\rm {rot}}=&{\frac {1}{2}}{\vec {\omega }}\cdot \mathbf {\Theta } _{b}\cdot {\vec {\omega }}={\frac {1}{2}}{\vec {\omega }}\cdot {\vec {L}}_{b}\end{aligned}}}
Darin ist {\displaystyle \textstyle \mathbf {\Theta } _{b}:=\sum _{i}m_{i}[({\vec {r}}_{i}\cdot {\vec {r}}_{i})\mathbf {1} -{\vec {r}}_{i}\otimes {\vec {r}}_{i}]} der Trägheitstensor des starren Körpers bezüglich {\displaystyle {\vec {b}}}, {\displaystyle {\vec {L}}_{b}:=\mathbf {\Theta } _{b}\cdot {\vec {\omega }}} sein Eigendrehimpuls bezüglich {\displaystyle {\vec {b}}} und 1 der Einheitstensor. Im körperfesten System ist der Trägheitstensor konstant, im Inertialsystem jedoch meist nicht, wenn sich der Körper dreht.